# DDT VS サイバーエージェント 路上プロレス-男色死亡遊戯-
『DDT VS サイバーエージェント 路上プロレス-男色死亡遊戯-』（ディーディーティー ブイエス サイバーエージェント ろじょうプロレス だんしょくしぼうゆうぎ）は、2017年12月21日にAbemaTVにて配信されたプロレス中継・バラエティ番組。

## 概要
DDT所属のプロレスラー・男色ディーノが、AbemaTVの番組内でサイバーエージェント社長・藤田晋の唇を奪うこと、社名をゲイバーエージェントへ変更させることを宣言。サイバーエージェントグループとなったDDT社長・高木三四郎はサイバーエージェントのコンプライアンスを守るため社内にレスラーを配置。男色軍とサイバーエージェント軍が社内の各階で戦いを繰り広げるタワーディフェンス型・生配信路上プロレス番組である。生配信後は「DDT VS サイバーエージェント 路上プロレス-男色死亡遊戯- 名場面集」と題し、各階ごとに全10回の番組として編集し、ビデオ配信。

## 出演者

### DDT軍
男色ディーノ
ゲイレスラー。進行役、解説も務める。スタッフを通じ、4階のカードキーを当初から保持している。
斉藤慎二（ジャングルポケット）
お笑い芸人。男色軍で知名度が最もあるということで開錠役を担当。実はサイバーエージェント側のスパイだった。
大石真翔
アイドルプロレスラー。nωaメンバー（勝俣瞬馬＆MAO）を召喚できる。
才木玲佳
アイドルプロレスラー。多忙なため8階で途中退場。慶應卒。
スーパー・ササダンゴ・マシン
松竹芸能所属の覆面レスラー。
DJニラ
オープニングには不在。5階から助っ人参戦するがアジャコングにあっさりやられ退場。
竜剛馬
オープニングには不在。知力対決のため男色が招へいした東大卒、現役弁護士レスラー。

### サイバーエージェント軍
高木三四郎
DDT社長。サイバーエージェント各階に刺客を配置した。
武藤敬司
藤田の友人であり、最強の用心棒。部下である黒潮"イケメン"二郎を引き連れる。
坂口征夫＆タノムサク鳥羽
13階に陣取るサイバーエージェント社員。
樋口和貞＆星誕期
サイバーエージェント10階、恋活アプリ制作部を守る相撲部員。“朝青龍に勝ったら1000万企画”の門番を兼ねているらしい。
アジャ・コング
藤田社長と会食予定だったアメーバブロガー。
村上和成
高木が招聘した“大物先生”。
DAMNATION（佐々木大輔＆遠藤哲哉）
高木に金（おっパブ代）で雇われた用心棒。
藤田晋
サイバーエージェント社長。

## 配信リスト
話数表記はされず、階層で表記されている。1-2階がないのは他社が入居しているため。
| 配信開始日     | 階数  | サブタイトル                                       | DDT軍                              | サイバーエージェント軍                   |
| -------------- | ----- | -------------------------------------------------- | ---------------------------------- | ---------------------------------------- |
| 2017年12月21日 | 4F-5F | オープニングマッチ 時間無制限一本勝負              | 大石真翔＆勝俣瞬馬＆MAO            | 高木三四郎＆大鷲透＆上野勇希             |
| 12月21日       | 6F    | 第二試合 時間無制限一本勝負                        | 男色ディーノ＆才木玲佳             | アジャ・コング＆伊橋剛太                 |
| 12月21日       | 7F    | 第三試合 騒音防止デスマッチ 時間無制限一本勝負     | スーパー・ササダンゴ・マシン       | 村上和成                                 |
| 12月21日       | 8F    | 第四試合 学力テスト 時間無制限一本勝負             | 才木玲佳＆竜剛馬                   | 赤井沙希＆山下実優                       |
| 12月21日       | 9F    | 第五試合 時間無制限一本勝負                        | 大石真翔＆MAO                      | 佐々木大輔＆遠藤哲哉                     |
| 12月21日       | 10F   | 第六試合 時間無制限一本勝負                        | 男色ディーノ＆大家健               | 樋口和貞＆星誕期                         |
| 12月21日       | 3F    | 社長発見                                           |                                    |                                          |
| 12月21日       | 13F   | 第七試合 時間無制限一本勝負                        | 竹下幸之介＆彰人                   | 坂口征夫＆タノムサク鳥羽                 |
| 12月21日       | 12F   | セミファイナル ハードコアマッチ 時間無制限一本勝負 | 木高イサミ                         | 葛西純                                   |
| 12月21日       | 11F   | メインイベント 時間無制限一本勝負                  | 男色ディーノ＆竹下幸之介＆石井慧介 | 武藤敬司＆高木三四郎＆黒潮“イケメン”二郎 |

## スタッフ
- 実況：村田晴郎
- 解説：豊本明長（東京03）
- リングアナ：井上マイク、田中ケロ（11F）
- レフェリー：松井幸則、木曽大介
- 制作：AbemaTV

## DDTLIVE!マジ卍超 "路上プロレス" in AbemaTowers
2019年3月29日、AbemaTV・AbemaGOLDチャンネル18:00から21:00および格闘2チャンネルにてその後の延長戦を生配信されたプロレス中継番組。「DDTLIVE!マジ卍超」の特別番組として企画され、AbemaTVのAbemaTowersへのオフィス移転を記念して配信された。前回と同じくタワーディフェンス型番組として組まれ、男色軍がサイバーエージェントオフィスを攻め入り藤田社長の唇を奪うことを目標とする。
- MC：平子祐希(アルコ&ピース)
- 実況：村田晴郎
- 解説：今林久弥
- 特別ビギナーズゲスト：那須川天心

### 配信リスト
生配信後は「DDTLIVE!マジ卍超」の一番組として配信されるが、便宜上ここに記述。前回と同じく話数表記はされず、概ね階層で表記されている。
| 配信開始日     | 階数 | サブタイトル                                        | DDT軍                                               | サイバーエージェント軍                         |
| -------------- | ---- | --------------------------------------------------- | --------------------------------------------------- | ---------------------------------------------- |
| 2019年 3月30日 | 1F   | 【オープニング】AbemaTowers 路上プロレスがスタート! |                                                     |                                                |
| 3月30日        | 1F   | 1階エントランス＆スタジオ                           | 男色ディーノ＆大石真翔、上野勇希                    | 高木三四郎＆警備員（樋口和貞、渡瀬瑞基）       |
| 3月30日        | 4F   | AbemaTVオフィス                                     | 山下実優＆白川未奈                                  | 万喜なつみ＆愛野ユキ（AbemaTV社員）            |
| 3月30日        | 5F   | 社長室                                              | 彰人＆勝俣瞬馬                                      | ブル・ジェームス＆アントーニオ本多             |
| 3月30日        | 11F  | ラウンジ                                            | ポコたん                                            | ゼルビー                                       |
| 3月30日        | 16F  | 精神とテクの部屋                                    | 竹下幸之介＆飯野雄貴                                | 越中詩郎＆伊橋剛太 with 倉持由香               |
| 3月30日        | 9F   | 法務コンプライアンス室～ハードコアタッグマッチ      | HARASHIMA＆MAO                                      | 木髙イサミ＆下村大樹（コンプライアンス部課長） |
| 3月30日        | 9F   | 【9F】爆弾魔が立て篭もり!!?                         |                                                     | 奥田啓介                                       |
| 3月30日        | 15F  | 15階オフィス～ケツキックタッグデスマッチ            | 男色ディーノ＆竹下幸之介、HARASHIMA with クロちゃん | 高木三四郎＆佐々木大輔、遠藤哲哉               |
| 3月30日        | 15F  | 【エンディング】まさかのパロディのエンディングに涙  |                                                     |                                                |